# Baraize
Baraize é uma comuna francesa na região administrativa do Centro, no departamento Indre. Estende-se por uma área de 16,05 km². Em 2010 a comuna tinha 357 habitantes (densidade: 22,2 hab./km²).